# La noticia (Venezolana de Televisión)
La noticia es un programa de televisión venezolano de corte noticioso, trasmitido por el canal estatal Venezolana de Televisión (VTV). También es transmitida por la Televisora Venezolana Social (TVES) bajo el nombre de La noticia en TVES.

## Historia
Al surgir en 1964 Cadena de Venezolana de Televisión, su espacio de noticias se denominaba El noticiero C.V.T.V.. Luego en 1972, al firmar la empresa petrolera Creole con dicha planta televisiva pasa a llamarse Noticiero Creole (este noticiero anteriormente se denominaba El Observador Creole y era transmitido por Radio Caracas Televisión RCTV).
En el año 1976, tras la nacionalización del petróleo, este noticiario se rebautiza bajo el nombre de Tele diario hasta 1979. Ese mismo año, con el advenimiento de la televisión a color en Venezuela adopta el nombre Para usted.
Desde 1984 se le otorga el nombre de La noticia, el cual se mantiene hasta la actualidad, si bien en el año 2005 adquirió el nombre de VTV Noticias hasta el 2006.

## Anclas
- María Alejandra Aguirre
- Josimar José Cárdenas Torrado (@josejct)
- Siary Rodríguez
- Alexander Zapata (@doninyer)
- María Fernanda Flores
- Zulay Rosas
- Cecilia Ramírez
- Fausto Malavé
- Néstor Brito Landa
- Carlos Fernandes
- Milagros Mendoza
- Maripily Hernández
- Laura Furcic
- Hilda Oraá
- Yalitza Hernández
- Elvia Herrera
- Ángel Bustamante
- Amalia Heller
- Servando Ortega Rangel
- Ezequiel Suárez Avendaño (†)
- Carlos Quintana Negrón (†)
- Iván Díaz Millán (†)
- Francisco Amado Pernía (†)
- Antonio Jota
- Franklin Villasmil (†)
- María Teresa Gutiérrez
- Valeria Murgich
- Diana Escorihuela
- Gina Caso
- Hiram Gil
- Dahir Ral
- Miguel Alfredo Salas
- Ana Gabriela López
- Jánica Merchant
- Anabell Estrada
- Maryluz Díaz Mora
- Jessica Sosa
- Pedro Márquez
- Emma Carolina Agurto
- Daniela Rivas
- Josmary Moreno
- Francis Guédez
- Joseline Jiménez
- Boris Castellanos
- Josselyn Correia
- Lorena Gil
- Érika Ortega Sanoja
- Julio Riobó
- Rita Di Mattia
- Edgar Rodríguez
- José Manuel Coa Prieto
- Lucía Eugenia Córdova
- Luis José Marcano
- José Manuel Blanco
- Graia Cassella
- Melany Moncada
- Juan Carlos Mora
- Ana Rosa García
- Verónica Chacón
- Marilyn Rivas
- Barry Cartaya
- Rebeca Moreno
- Carlos Carreño
- María Antonieta Peña
- Rodicely Cárdenas Barilla
- Kelly Areán Sosa
- José Manuel Blanco
- Carlos Arellán Solórzano
- Jordán Rodríguez
- Eduardo Silvera
- Jhordana Chacón
- María de los Ángeles Díaz
- Yarisol Quintero